# Tignale

Lage der Gemeinde Tignale in der Provinz Brescia

Tignale (Dialekt: Tignàl) ist eine italienische Gemeinde (comune)  mit 1158 Einwohnern (Stand 31. Dezember 2023) in der Provinz Brescia, Region Lombardei.

## Etymologie
Tignale wurde erstmals 1212 urkundlich erwähnt. Im 15. Jahrhundert tauchen die Namen Tignalis und Tignalum auf. Im 1467 verfassten Gemeindestatut erscheint es als Tignalo und 1610 als Tignal. Nach Carlo Battisti leitet sich der Name aus dem vorrömischen tina ab, was in etwa „Beet“ oder „geschnittener Heustreifen“ bedeutet. Angelico Prati sieht dagegen einen Ursprung aus dem lateinischen tignum (deut. Balken). Nach Dante Olivieri stammt Tignale aus dem Wort tigna dem lombardischen tegna und bezieht sich auf einen dürren Landstrich.

## Geographie

### Lage und Umgebung
Die Streugemeinde liegt etwa 45 km nordöstlich von der Provinzhauptstadt Brescia an der Westseite des Gardasees zwischen Gargnano und Limone sul Garda. Das Gemeindegebiet erstreckt sich auf einer Hochfläche über dem Gardasee zu Füßen des Dosso Piemp (1208 m) und des Dosso della Forca (997 m) in den Gardaseebergen. Durch das Gemeindegebiet führen mehrere schluchtartige Täler. Mehrere Erhebungen und Senken verleihen der Hochfläche von Tignale ein unregelmäßiges Aussehen. Höchster Punkt im Gemeindegebiet ist der Monte Puria (1473 m), der tiefste liegt am alten Hafen von Tignale am Ufer des Gardasees (65 m). Letzterer ist auf dem Schwemmkegel des Torrente Val di Piovere entstanden, einer von mehreren Wasserläufen, die zumeist tief eingeschnitten durch das Gemeindegebiet verlaufen. Weitere Wasserläufe sind der Torrente Val di Baes, der ebenfalls in den Gardasee mündet sowie der Torrente Valle di Paül und Valle di Bornico, die beide Zuflüsse des Torrente Val di Piovere sind und durch die gleichnamigen Täler im Westen des Gemeindegebiets fließen. Die zur Gemeinde Tignale gehörenden Ortschaften und Siedlungen liegen etwa zwischen 400 m und 620 m Höhe. Am Ostrand der Hochfläche von Tignale liegt der mehrere hundert Meter steil zum Gardasee abfallende Monte Cas (779 m). Tignale liegt im Regionalpark Parco Alto Garda Bresciano.

### Geologie
Geologisch gesehen ist die Hochfläche von Tignale eine von der Moräne des Etschgletschers hinterlassene Gletscherterrasse.

### Klima
Die klimatischen Bedingungen in Tignale entsprechen den meisten auf dieser Höhe gelegenen Orten am Gardasee. Durchschnittliche Maximaltemperatur ist 17,7 °C, Minimaltemperatur 9 °C. Eine Temperatur unter null Grad tritt im Durchschnitt nur im Januar auf.
|                       | Jan | Feb | Mär | Apr | Mai | Jun | Jul | Aug | Sep | Okt | Nov | Dez |   |      |
| Mittl. Tagesmax. (°C) | 6   | 9   | 13  | 18  | 22  | 26  | 29  | 27  | 24  | 18  | 12  | 8   | ⌀ | 17,7 |
| Mittl. Tagesmin. (°C) | 0   | 1   | 5   | 9   | 12  | 15  | 17  | 17  | 14  | 10  | 6   | 2   | ⌀ | 9    |
|                       |     |     |     |     |     |     |     |     |     |     |     |     |   |      |
| Sonnenstunden (h/d)   | 3   | 4   | 5   | 6   | 8   | 9   | 10  | 8   | 7   | 5   | 2   | 3   | ⌀ | 5,8  |
|                       |     |     |     |     |     |     |     |     |     |     |     |     |   |      |
| Regentage (d)         | 5   | 6   | 6   | 9   | 9   | 10  | 7   | 6   | 5   | 7   | 8   | 7   | Σ | 85   |

| 0 |

| 1 |

| 5 |

| 9 |

| 12 |

| 15 |

| 17 |

| 17 |

| 14 |

| 10 |

| 6 |

| 2 |

| 0 |

| 1 |

| 5 |

| 9 |

| 12 |

| 15 |

| 17 |

| 17 |

| 14 |

| 10 |

| 6 |

| 2 |

### Gemeindegliederung
Zur Gemeinde Tignale gehören neben dem Hauptort und Gemeindesitz Gardola noch fünf weitere Fraktionen: Aer, Oldesio, Olzano, Piovere und Prabione. Die Nachbargemeinden sind Brenzone sul Garda (VR), Gargnano, Magasa, Malcesine (VR), Tremosine sul Garda und Valvestino.

## Kultur und Sehenswürdigkeiten
Tignale und die Umgebung bieten zahlreiche Sehenswürdigkeiten. Bekannteste Beispiele sind:
- Wallfahrtskirche Madonna di Montecastello.
- Rafting und Canyoning in den zahlreichen Gebirgsbächen
- Geführte und ungeführte Mountainbiketouren
- Verschiedene Ölmühlen und andere zu besichtigende Orte (Milch-, Butter-, Käseherstellung, Schlachtereien)
- Rifugio Cima Piemp auf dem Dosso Piemp

### Regelmäßige Veranstaltungen
Des Weiteren finden mehrmals im Jahr verschiedene Märkte wie ein Mittelaltermarkt statt, bei denen sich der gesamte Ort als "Mittelalterdorf" ausgibt und die Bewohner selbst hergestellte Gegenstände und Waren anbieten.

### Pra dela Fam

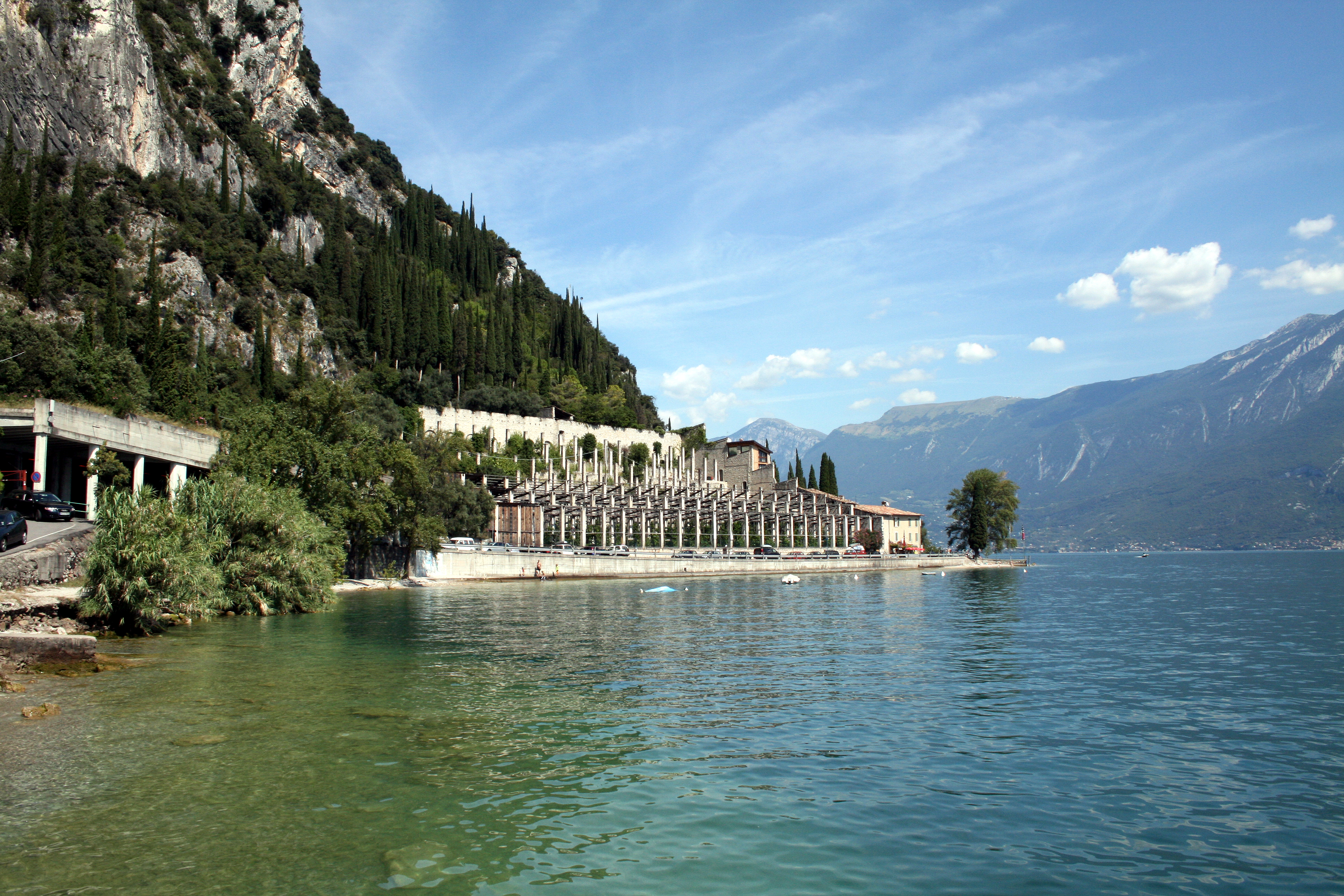
Pra dela Fam

Auf Seehöhe liegt der Pra dela Fam (Dialekt für „Hungerwiese“), ein lange Zeit isolierter schmaler Uferstreifen am Gardasee. Dort entstand in der Mitte des 18. Jahrhunderts eine Limonaia für den Anbau von Zitrusfrüchten. Besonderheit ist die Bauform als galerieartiger Bau, der die Bäume im Winter vor Frost und Wettereinfluss schützen sollte. Für Zitronenbäume, die eine ganzjährige Reifezeit haben, musste ein künstliches Klima geschaffen werden.
Seiten- und Rückwand des Zitronengartens bildeten die Felswände, während die Vorderseite zum See geöffnet blieb. Auf einer zwei Meter hohen Schutzmauer wurden acht Meter hohe steinerne Pfeiler errichtet. Pfeiler und Mauer waren oben mit einer Holzbalkenkonstruktion quer und längs untereinander verbunden. Sie dienten zur Auflage der Holzdächer, die die Bäume im Winter vor Frost bewahrten, ergänzt durch die zwischen den Pfeilern eingesetzten Glasfenster. So wurden die Zitronenhaine im Winter in geschlossene „Gewächshäuser“ verwandelt.
Der große Aufschwung im Zitronenanbau begann in den 70er Jahren des 18. Jahrhunderts. Die Ernteerträge steigerten sich bis 1840 auf rund sechs Millionen Früchte pro Jahr. Sizilien konnte jedoch bereits 1870 billigere Produkte auf den Markt bringen. Ein rückläufiger Trend setzte ein und verstärkte sich langsam aber stetig trotz der besseren Qualität der Früchte am Gardasee. Den Zusammenbruch brachte der „schwarze Winter“ 1928/29, als am gesamten See so gut wie alle Zitronenbäume erfroren.

## Fischerei- und Sporthafen

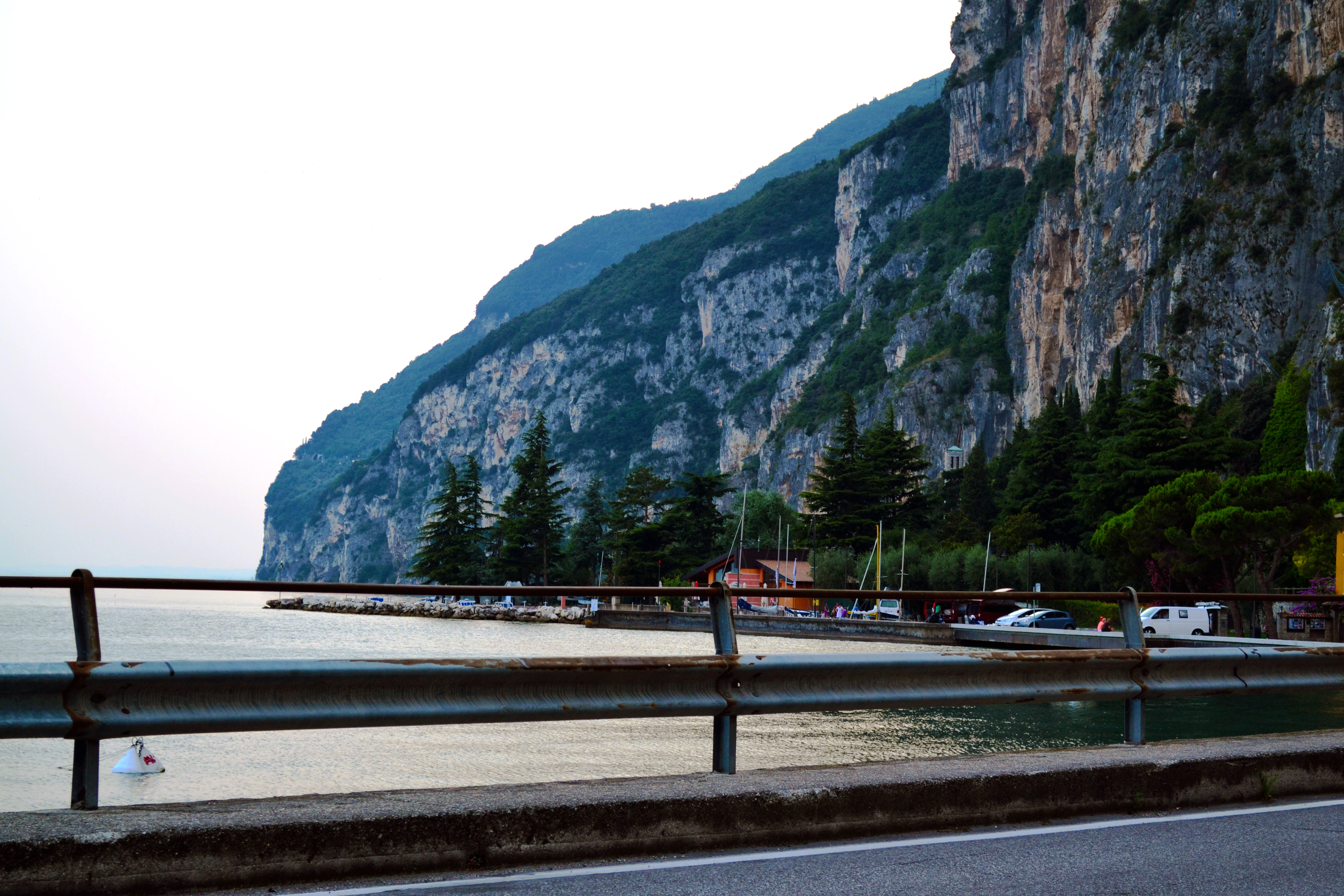
Der Hafen von der SS45bis aus gesehen

Obwohl Tignale etwa 550 m über dem See liegt, verfügt die Gemeinde dennoch über einen kleinen Fischerei- und Sporthafen am See, der durch Touristen und Anwohner ebenfalls als Badestelle benutzt wird.

## Öffentliche Einrichtungen

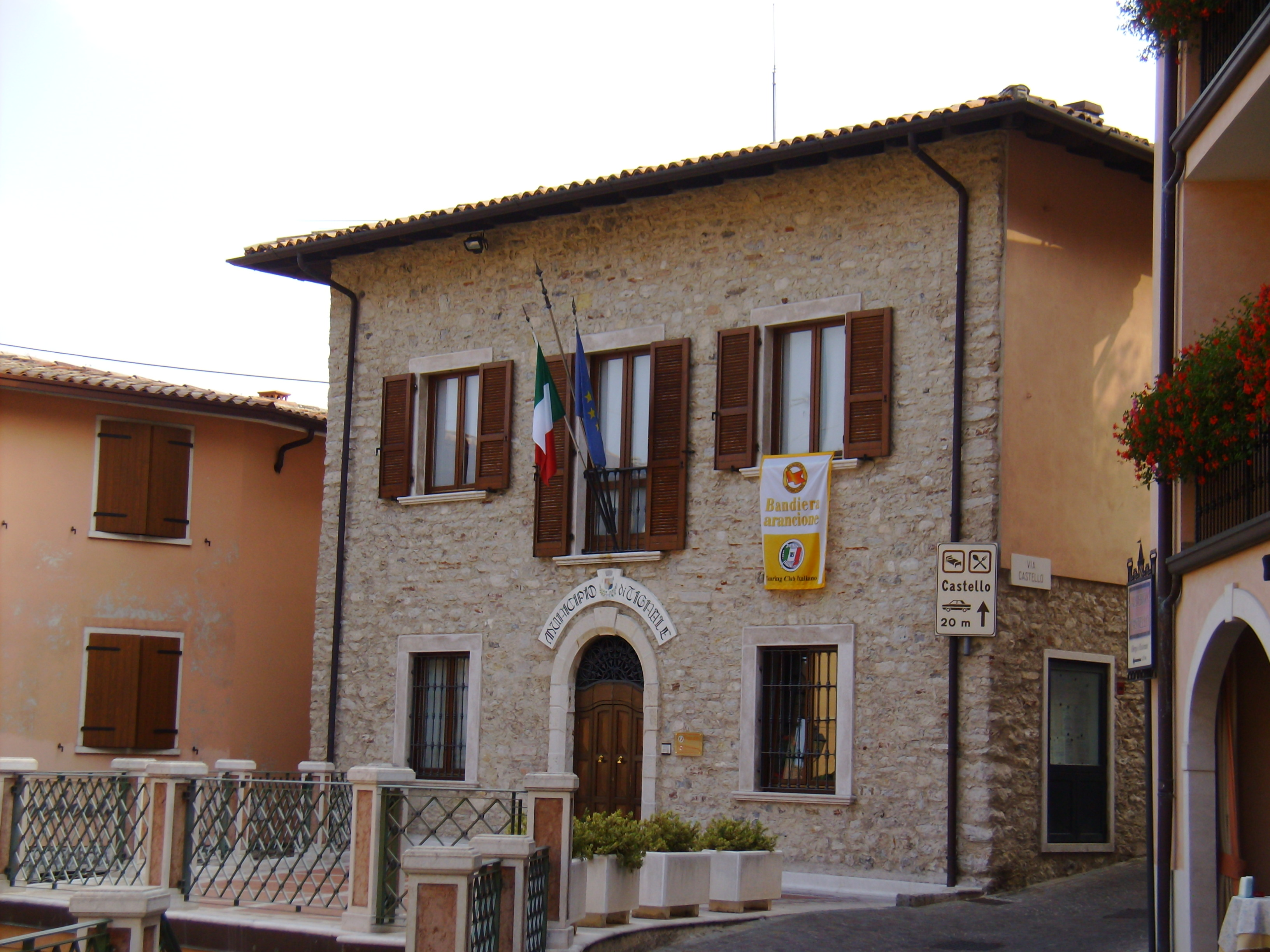
Das Rathaus im Ortsteil Gardola

Als öffentliche Einrichtungen sind zu nennen: das Rathaus (ital. municipio), Touristeninformation sowie ein Postamt.

## Galerie

Blick über Tignale auf den Gardasee
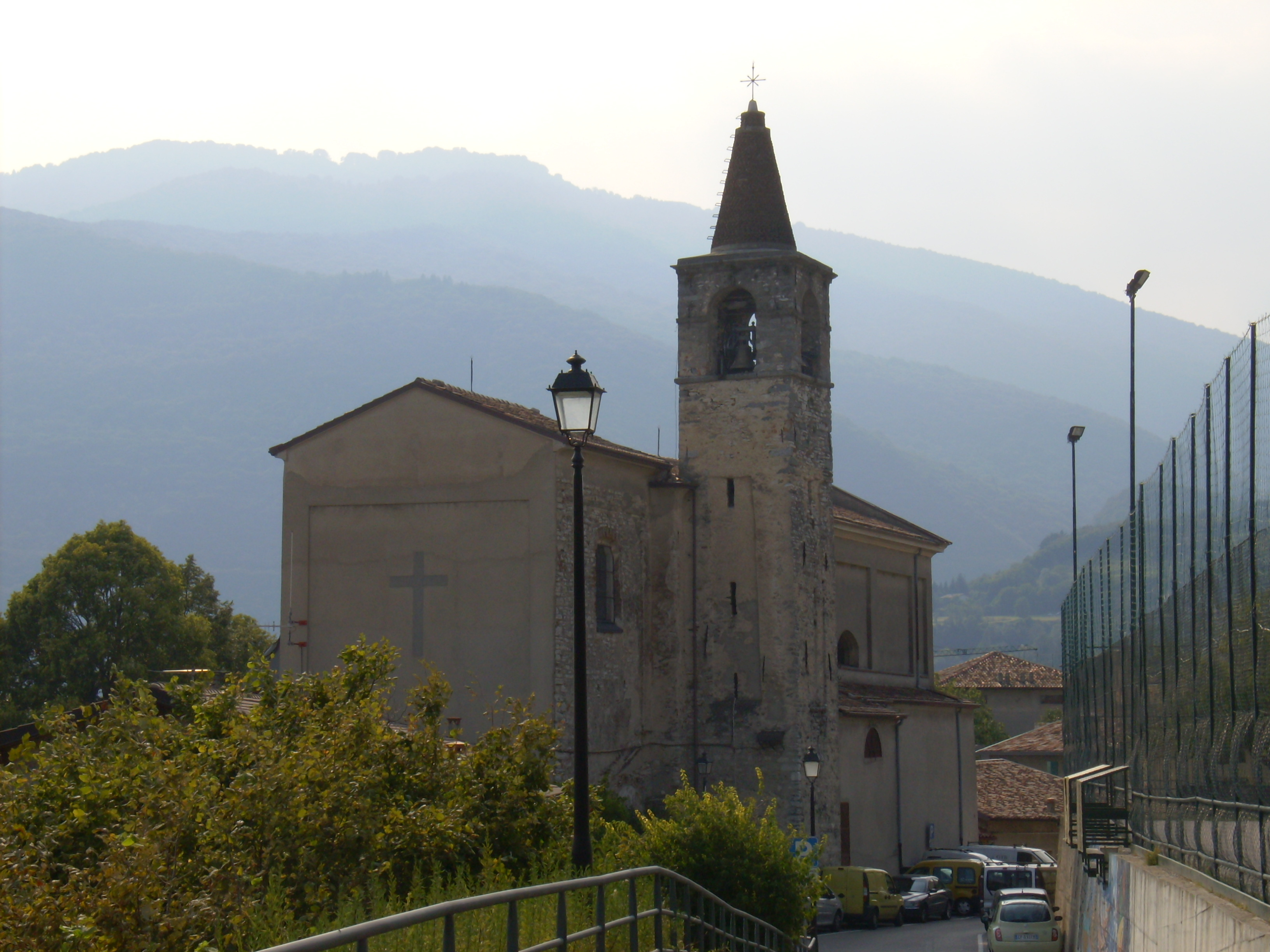
Die Kirche
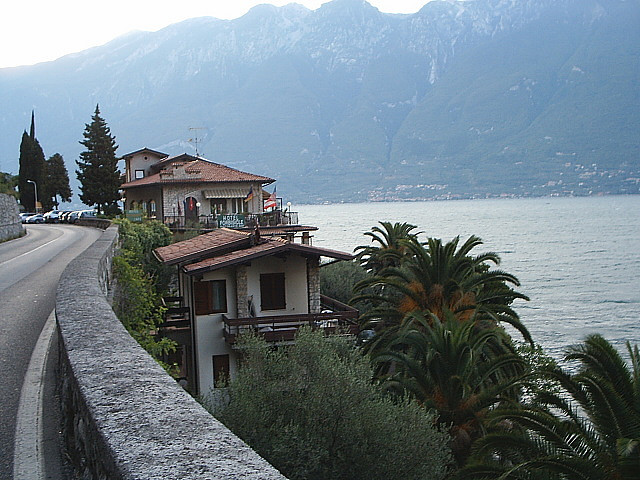
Blick auf den Gardasee (vom unteren Teil Tignales aus)
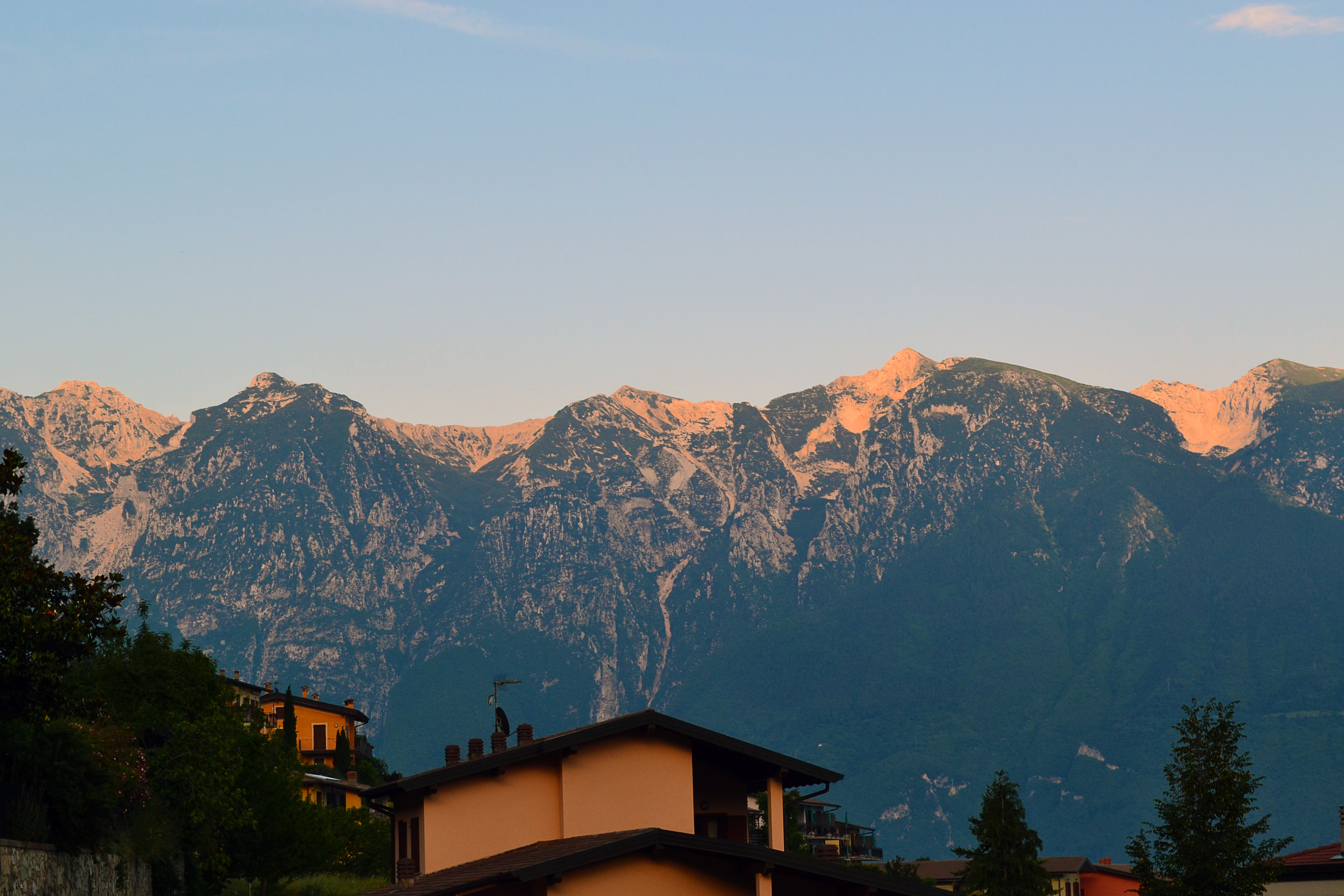
Monte Baldo von Tignale aus gesehen